# Psalm 326–700 i 1986 års psalmbok
Psalmerna 326–700 i Den svenska psalmboken – antagen av 1986 års kyrkomöte föregås av  psalm 1–325 i den ekumeniska psalmboken och följs av  701–800 i Den svenska psalmboken med tillägg (2003) och Psalmer i 2000-talet (tidigare EFS psalmbokstillägg från 1986 och Psalmer i 90-talet).

## Psalmerna
Psalm markerad med asterisk (*) står att finna i boken Den gamla psalmboken, som ingår i Svenska Akademiens klassikerserie.

### Lovsång och tillbedjan
|     |                                               |
| 326 | Upp, psaltare och harpa → Text                |
| 327 | Lovad vare Herren → Text                      |
| 328 | Lova Herren Gud, min själ → Text              |
| 329 | Höga majestät → Text → Noter → Musik *        |
| 330 | Du som härlig ställde → Text → Noter → Musik  |
| 331 | Ljus som liv åt världen gav → Text            |
| 332 | Guds härlighet oss styrka ger                 |
| 333 | Änglarna sjunger i himlen                     |
| 334 | Dig vare lov och pris, o Krist → Text → Noter |

### Fader, Son och Ande

#### Treenigheten
|     |                                    |
| 335 | Vi tror på Gud som skapar världen  |
| 336 | Gud trefaldig, stå oss bi → Text . |
| 337 | Vår Gud, till dig du skapat oss    |
| 338 | Som ett klockspel hör jag dig      |
| 339 | Himmelske Fader, ge åt oss alla    |

#### Gud, vår Skapare och Fader
|     |                                    |
| 340 | Guds väg i dunkel ofta går *       |
| 341 | Gud har gett åt fågeln dess vingar |
| 342 | Tusen stjärnor glimmar             |
| 343 | Krukmakarskivan svänger runt       |
| 344 | Gud har skapat allting             |

#### Jesus, vår Herre och broder
|     |                                         |
| 345 | Var man må nu väl glädja sig → Text     |
| 346 | O Gud, du av barmhärtighet              |
| 347 | En blomma uti öknen stod *              |
| 348 | Kristus, konung som hör hemma           |
| 349 | Länge, länge har mitt hjärta *          |
| 350 | Vår Herre Krist var Sonen → Text        |
| 351 | Guds Lamm, dig hälsar skaran            |
| 352 | En vanlig dag när inget särskilt händer |
| 353 | Han satte sig ner på stranden           |
| 354 | Jesus, du min glädje → Text             |
| 355 | Jesus, du som själen mättar → Text      |
| 356 | Nämn mig Jesus, han är livet → Text     |
| 357 | Någon du känner är din bäste vän        |
| 358 | Han gick in i din kamp på jorden        |
| 359 | Jesus, jag dig älskar                   |
| 360 | Lovad vare du, Herre                    |

#### Anden, vår Hjälpare och tröst
|     |                                |
| 361 | O du helge Ande, kom           |
| 362 | O helge Ande, dig vi ber       |
| 363 | Ande ifrån ovan                |
| 364 | Kom, helge Ande, till mig in   |
| 365 | Helige Ande, sanningens Ande   |
| 366 | O Gud, ditt rike ingen ser     |
| 367 | O Guds Ande, du som bor i ljus |
| 368 | Blås på mig, skaparvind        |

### Kyrkan och nådemedlen

#### Kyrkan
|     |                                   |
| 369 | Med pelarstoder tolv *            |
| 370 | Tack, o Gud, att i din kyrka      |
| 371 | Gud är vår starkhet och vårt stöd |

#### Ordet
|     |                                  |
| 372 | O Fader vår, barmhärtig, god *   |
| 373 | Behåll oss vid ditt rena ord     |
| 374 | Se Herrens ord är rent och klart |
| 375 | Framfaren är natten              |
| 376 | Från tidevarv till tidevarv *    |
| 377 | Därför att Ordet bland oss bor   |

#### Dopet
|     |                                  |
| 378 | Gud, hos dig är livets källa *   |
| 379 | Du som var den minstes vän *     |
| 380 | Fader, du som livet tänder       |
| 381 | Gud har en famn                  |
| 382 | Vi tackar dig, vår Skapare       |
| 383 | Med vår glädje över livets under |
| 384 | Ett liv ur dina händer           |
| 385 | I Jesu Kristi namn vi ber        |
| 386 | Upp ur vilda, djupa vatten       |

#### Nattvarden
|     |                                      |
| 387 | Jesus Kristus är vår hälsa           |
| 388 | Vår Herres Jesu Kristi död *         |
| 389 | Säll den som håller Jesus kär        |
| 390 | Vad röst, vad ljuvlig röst jag hör   |
| 391 | Av helig längtan hjärtat slår        |
| 392 | Det helga bröd på altarbordet vilar  |
| 393 | Du öppnar, o evige Fader             |
| 394 | Kläd dig, själ, i högtidskläder      |
| 395 | Tyst, likt dagg som faller           |
| 396 | Gud är en av oss vid detta bord      |
| 397 | Så som du bjöd vi kommer nu          |
| 398 | Vi reser ett tecken                  |
| 399 | Vi bär så många med oss              |
| 400 | Gud vare lovad, han som i sin godhet |

#### Helg och gudstjänst
|     |                                  |
| 401 | Så skön en väg ej finns på jord  |
| 402 | Hör, Gud ännu sin nåd dig bjuder |
| 403 | O Gud, det är en hjärtans tröst  |
| 404 | Så skön och ljuvlig är           |
| 405 | Hur fröjdar sig i templets famn  |
| 406 | Käre Jesus, vi är här            |
| 407 | Salig, Jesus, är den stunden     |
| 408 | O gode Ande, led du mig          |
| 409 | Du kallar oss till kyrkan        |

#### Vigsel
|     |                               |
| 410 | Gud skapade av jord           |
| 411 | Gud har omsorg om vårt släkte |

#### Vittnesbörd – tjänst – mission
|     |                                     |
| 412 | Ett Kristusbrev till världen        |
| 413 | Någon skall vaka i världens natt    |
| 414 | Så långt som havets bölja går *     |
| 415 | I makt utan like                    |
| 416 | För hela världen vida               |
| 417 | Låt nya tankar tolka Kristi bud *   |
| 418 | Hav och stränder din allmakt formar |
| 419 | Du själv förordnat, store Gud *     |
| 420 | Herren, vår Gud, har rest sin tron  |

### Kyrkoåret

#### Advent
|     |                                    |
| 421 | När vintermörkret kring oss står   |
| 422 | O du som himlens stjärnor tänt     |
| 423 | Kom Jesus, kom Immanuel            |
| 424 | Jag höja vill till Gud min sång    |
| 425 | Tidens mått har fyllts till randen |
| 426 | Hör du rösten                      |

#### Jul
|     |                              |
| 427 | Ring, alla klockor           |
| 428 | Mitt i vintern var det       |
| 429 | Herdar som på fälten vaktat  |
| 430 | Var kristtrogen fröjde sig   |
| 431 | Dig vare lov, o Jesus Krist  |
| 432 | Prisad högt av herdars skara |
| 433 | In dulci jubilo              |

#### Trettondedag jul
|     |                               |
| 434 | Lagd på strå i ett stall      |
| 435 | Å, vilka stora gåvor          |
| 436 | Guds rådslut från begynnelsen |
| 437 | Till möten och brunnar        |

#### Fastan
|     |                                         |
| 438 | Du som i alltets mitt har ställt        |
| 439 | Det går ett tyst och tåligt lamm        |
| 440 | Min själ, du måste nu glömma *          |
| 441 | Jesus, djupa såren dina *               |
| 442 | Han gick den svåra vägen                |
| 443 | Dig vi lovsjunger, ärar                 |
| 444 | Mycket folk kring Jesus var             |
| 445 | Se, kärlet brast, och oljan är utgjuten |
| 446 | Dig, min Jesus, nu jag skådar           |
| 447 | Jesus, lär mig alltid tänka *           |
| 448 | Lyssna, hör, du höga himmel             |
| 449 | Jesus, dig i djupa nöden                |
| 450 | Vaka med mig                            |
| 451 | När över Kidrons bäck du går            |
| 452 | O Jesus kär, vad har väl du förbrutit   |
| 453 | O du som för vår frälsnings skull       |
| 454 | När jag den törnekrona                  |
| 455 | De såg ej dig, blott timmermannens son  |
| 456 | Höga kors, du enda ädla                 |
| 457 | Domen över världen går                  |
| 458 | Så är fullkomnat, Jesus kär *           |
| 459 | Den tunga dagen går mot natt till sist  |
| 460 | Ditt lidande har nått sitt slut         |

#### Påsk
|     |                                           |
| 461 | O natt av ljus som ej kan dö              |
| 462 | Tänk om någon känt igen oss               |
| 463 | Gråt inte mer, Maria                      |
| 464 | Krist är uppstånden                       |
| 465 | Nu kommen är vår påskafröjd               |
| 466 | Nu låt oss fröjdas med varann             |
| 467 | I dödens bojor Kristus låg                |
| 468 | Låt oss nu Jesus prisa                    |
| 469 | Han lever! O min ande, känn               |
| 470 | Kom med glädje och med sång               |
| 471 | Om Kristus döljes nu för dig *            |
| 472 | Jag vill sjunga om min vän                |
| 473 | Du räckte ut din hand, jag såg och trodde |

#### Kristi himmelsfärds dag
|     |                                   |
| 474 | Du som oss frälst ur syndens band |

#### Pingst
|     |                                      |
| 475 | Nu stunden är kommen, o saliga fröjd |
| 476 | Gud, när du andas över vår jord      |

#### Övriga helgdagar

##### Den helige Stefanos dag eller Annandag jul
|     |                             |
| 477 | Vårt fäste i all nöd är Gud |

##### Kyndelsmässodagen
|     |                                              |
| 478 | Du morgonstjärna mild och ren *              |
| 479 | Jungfru Maria, jungfru Maria, min Herres mor |

##### Jungfru Marie bebådelsedag
|     |                                    |
| 480 | Var hälsad, Herrens moder          |
| 481 | Alla källor springer fram i glädje |
| 482 | Salig du och högt benådad          |

##### Den helige Mikaels dag
|     |                                |
| 483 | Guds änglar är hans sändebud * |

##### Alla helgons dag
|     |                         |
| 484 | De heliga i landet      |
| 485 | Välsignade alla ni kära |

##### Alla själars dag
|     |                              |
| 486 | O Gud, du som de världar ser |
| 487 | O livets Gud, vi tackar dig  |

#### Vid kyrkoårets slut
|     |                                 |
| 488 | Ljus av ljus, o morgonstjärna * |
| 489 | Han kommer, han är nära         |
| 490 | Guds Son en gång i morgonglans  |

### Dagens och årets tider

#### Morgon
|     |                                        |
| 491 | Min Gud och Fader käre                 |
| 492 | Vi tackar dig så hjärtelig             |
| 493 | Nu stiger solen fram ur österns portar |
| 494 | Morgonrodnaden skall väcka *           |
| 495 | I öster stiger solen opp *             |
| 496 | Morgonens rodnad över bergen brinner   |

#### Under dagen
|     |                                 |
| 497 | En jordisk dag, en dag från dig |
| 498 | Ett, Jesus, än påminner jag     |
| 499 | Genom gatans trängsel           |

#### Kväll
|     |                                       |
| 500 | Tack, Fader, för den dag du gav       |
| 501 | Den ljusa dag framgången är           |
| 502 | Vi tackar dig, o Herre Krist          |
| 503 | Så har nu denna dag *                 |
| 504 | Nu i tysta skuggan fången *           |
| 505 | När allt omkring mig vilar *          |
| 506 | Din sol går bort, men du blir när     |
| 507 | Till natt det åter lider              |
| 508 | Nu kommer kväll med vilans bud *      |
| 509 | Av goda makter trofast innesluten     |
| 510 | Innan natten kommer                   |
| 511 | Så tvår sig än en dag i nattens källa |

#### Helgsmål
|     |                                          |
| 512 | Det ringer till vila och veckan går ut * |

#### Söndagskväll
|     |                         |
| 513 | Nu vilans dag förflutit |

#### Årsskifte
|     |                                   |
| 514 | Det gamla år förgånget är         |
| 515 | Hur snabbt, o Gud, vår tid förgår |
| 516 | Jag är det trädet i din gård      |

#### Årstiderna
|     |                                   |
| 517 | Världen som nu föds på nytt       |
| 518 | Hur härligt vittna land och sjö * |

### Att leva av tro

#### Stillhet – meditation
|     |                                    |
| 519 | Stilla jag min blick vill fästa    |
| 520 | O Herre, i dina händer             |
| 521 | Mina döda timmar                   |
| 522 | I Guds tystnad får jag vara        |
| 523 | Kom nära, Gud. Kom vila            |
| 524 | Är dagen fylld av oro och bekymmer |

#### Bönen
|     |                                     |
| 525 | Mitt hjärta, fröjda dig             |
| 526 | Att be till Gud han själv oss lär   |
| 527 | Det spirar i Guds örtagård          |
| 528 | Hör oss, Gud, du själv har bett oss |

### Sökande – tvivel
|     |                                   |
| 529 | Jag till din måltid bjudits in    |
| 530 | En dunkel örtagård jag vet *      |
| 531 | Varför gick vi bort att söka      |
| 532 | Jag kom inte hit för att jag tror |

#### Kallelse
|     |                                         |
| 533 | En syndig man låg sänkt i syndens dvala |
| 534 | Allt är redo! Lyssna alla!              |
| 535 | Vak upp! Hör väkten ljuder *            |
| 536 | Två väldiga strider om människans själ  |

#### Bättring – omvändelse
|     |                               |
| 537 | Ur djupen ropar jag till dig  |
| 538 | Till dig ur hjärtegrunden     |
| 539 | Vänd bort din vrede           |
| 540 | När vi i högsta nöden står    |
| 541 | Vänd nu om, ni sorgsna sinnen |
| 542 | Herre, dig i nåd förbarma     |

#### Skuld – förlåtelse
|     |                                          |
| 543 | I dig, o Herre Jesus kär                 |
| 544 | Min synd, o Gud                          |
| 545 | O Jesus, rik av nåd                      |
| 546 | O Jesus Krist, du nådens brunn           |
| 547 | Vart flyr jag för Gud och hans eviga lag |
| 548 | När inför din dom jag stod               |
| 549 | Min Gud, jag är bedrövad                 |

#### Förtröstan – trygghet
|     |                                 |
| 550 | På dig jag hoppas, Herre kär    |
| 551 | Från Gud vill jag ej vika *     |
| 552 | O Jesus Krist, i dig förvisst   |
| 553 | Är Gud i himlen för mig         |
| 554 | Sörj för mig, min Fader kär     |
| 555 | På Gud och ej på eget råd       |
| 556 | Den rätt på dig, o Jesus, tror  |
| 557 | Jag vet på vem jag tror *       |
| 558 | Herren är min herde god *       |
| 559 | Tron sig sträcker efter frukten |

#### Glädje – tacksamhet
|     |                                   |
| 560 | Var glad, min själ, och fatta mod |
| 561 | Glädje utan Gud ej finnes *       |
| 562 | Herren gav och Herren tog         |
| 563 | Se på himlens många fåglar        |

#### Vaksamhet – kamp – prövning
|     |                                              |
| 564 | Till dig jag ropar, Herre Krist              |
| 565 | Gå varsamt, min kristen                      |
| 566 | Vaka, själ, och bed *                        |
| 567 | Upp, kristen, upp till kamp och strid        |
| 568 | Seger giv, du segerrike                      |
| 569 | Tänk på honom som var frestad                |
| 570 | Fördolde Gud, som tronar i det höga *        |
| 571 | Förbida Gud, min själ                        |
| 572 | Ängsliga hjärta, upp ur din dvala            |
| 573 | Jag ber om hjälp till stillhet i min plåga * |
| 574 | Jesus, tänk på mig                           |
| 575 | Min själ, låt Gud i allt få råda *           |

#### Efterföljd – helgelse
|     |                                 |
| 576 | Hjälp mig, Jesus, troget vandra |
| 577 | O min Jesus, dit du gått        |
| 578 | Jesus, låt din kärleks låga     |
| 579 | Ni mänskobarn som här i världen |
| 580 | Gud gav i skaparorden           |
| 581 | Kristus, hjälten, han allena    |
| 582 | Gud, i mina unga dagar          |
| 583 | Pärlor sköna, ängder gröna      |
| 584 | Herre, sänd mig                 |
| 585 | Verka tills natten kommer *     |
| 586 | Du, o Gud, är livets källa      |

### Tillsammans i världen
|     |                                         |
| 587 | Gud skapade de klara vattnen            |
| 588 | Allt mänskosläktet av ett blod          |
| 589 | Se här bygges Babels torn               |
| 590 | Som källor utan vatten                  |
| 591 | Det kan vi göra för rätt och för fred   |
| 592 | Gud, du gick bort                       |
| 593 | Bevara, Gud, vårt fosterland *          |
| 594 | Giv folken fred, giv själen frid        |
| 595 | Förgäves all vår omsorg är              |
| 596 | Du gav mig, o Herre, en teg av din jord |
| 597 | När stormen ryter vilt på hav           |
| 598 | I en värld av död                       |
| 599 | O, låt ditt rike komma                  |
| 600 | Vi ville dig se, så grekerna bad        |
| 601 | Försoningens dag och uppståndelsens dag |
| 602 | Så länge solen värmer jorden            |
| 603 | Du, Herre, i din hägnad tar             |
| 604 | I Jesu namn till bords vi går           |

#### Barn och familj
|     |                                  |
| 605 | Gud bor i ett ljus               |
| 606 | Det gungar så fint               |
| 607 | Jag är hos dig, min Gud          |
| 608 | Vi sätter oss i ringen           |
| 609 | Advent är mörker och kyla        |
| 610 | Jesus satt i båten               |
| 611 | Vackra törnrosbuske              |
| 612 | Uppstått har Jesus, hurra, hurra |
| 613 | Inför Guds himlatron             |
| 614 | Sackeus var en publikan          |

### Framtiden och hoppet

#### Pilgrimsvandringen
|     |                                        |
| 615 | Kom, vänner, låt oss hasta             |
| 616 | Med alla Herrens fromma *              |
| 617 | Vi är ett folk på vandring             |
| 618 | Faraos härar hann upp oss vid stranden |

#### Livets gåva och gräns
|     |                                              |
| 619 | Jag går mot döden var jag går                |
| 620 | Herre Gud, för dig jag klagar *              |
| 621 | O Jesus, när mitt liv släcks ut *            |
| 622 | Att ta farväl på riktigt sätt                |
| 623 | Låt gråten och klagan få stillna *           |
| 624 | En dalande dag, en flyktig stund             |
| 625 | En dag jag lämnar mitt hem och mina vänner   |
| 626 | Jordens Gud, stjärnornas herre               |
| 627 | Nu är livet gömt hos Gud                     |
| 628 | Trofaste Gud, som livet i oss tänder         |
| 629 | Så kort var den fröjd som i världen jag fann |
| 630 | Uppå tröskeln till sitt hus                  |

#### Kristi återkomst
|     |                                          |
| 631 | Jag vet mig en sömn i Jesu namn          |
| 632 | Väktarns rop i natten skallar            |
| 633 | Med himlen det blir som för tio jungfrur |
| 634 | En dag skall uppgå för vår syn           |
| 635 | En gång dö och sedan domen               |

#### Himlen
|     |                                                |
| 636 | Det finns ett land av ljus och sång *          |
| 637 | En gång i tidens morgon är jorden ny           |
| 638 | Det finns ett hem långt bortom sorgens hemland |
| 639 | Mitt hjärta vidgar sig överfullt               |
| 640 | O Jerusalem, bland städer                      |
| 641 | Hur mäktig är den sabbat                       |

### Psalmer på andra nordiska språk

#### Från Danmark
|     |                                    |
| 642 | Op, al den ting, som Gud har gjort |
| 643 | I al sin glans nu stråler solen    |

#### Från Finland
|     |                                     |
| 644 | Uti din nåd, o Fader blid           |
| 645 | Giv mig ej glans, ej guld, ej prakt |
| 646 | Grip du mig, helige Ande            |
| 647 | Jag lyfter ögat mot himmelen        |
| 648 | När får jag se dig, Frälsare kär    |

#### Från Norge
|     |                                        |
| 649 | Herre Gud, ditt dyre navn og aere      |
| 650 | Jesus, det eneste                      |
| 651 | En dag skal Herrens skaperdrömmer möte |

### Psaltarpsalmerochcantica
|      | |
| 652  | Föraktad var han Ps 22, omkväde Jes 53:3                                                                   |
| 653  | Herren är min herde, ingenting skall fattas mig Ps 23, omkväde Ps 23:1                                     |
| 654  | Låt rätten flyta fram såsom vatten (Forsberg) Ps 24, omkväde Am 5:24                                       |
| 655  | Se, din konung kommer till dig Ps 24, omkväde Sak 9:9                                                      |
| 656  | Visa mig, Herre, din väg Ps 25, omkväde Ps 86:11                                                           |
| 657  | Alla dina ord är ande och liv Ps 33, omkväde Joh 6:63                                                      |
| 658  | Hos dig är livets källa Ps 36, omkväde Ps 36:10                                                            |
| 659  | Som hjorten trängtar till vatten Ps 42, omkväde Ps 42:2                                                    |
| 660  | Herren är nu konung Ps 47, omkväde Ps 97:1                                                                 |
| 661  | Vaka och bed Ps 50, omkväde efter Matt 24:42                                                               |
| 662  | I dag är en Frälsare född åt er Ps 89, omkväde efter Luk 2:11                                              |
| 663  | Kom och se vad Gud har gjort Ps 96, omkväde Ps 66:5                                                        |
| 664  | Höj jubel till Herren, alla länder Ps 100, omkväde Ps 100:1, 2                                             |
| 665  | Detta är den dag som Herren har gjort Ps 100, omkväde Ps 118:24                                            |
| 666  | Guds tjänare skall se hans ansikte Ps 103, omkväde efter Upp 22:4                                          |
| 667  | Du öppnar din hand Ps 104, omkväde Ps 145:16                                                               |
| 668  | Saligt är det folk som vet vad jubel är Ps 113, omkväde 89:16                                              |
| 669  | Min hjälp kommer från Herren Ps 121, omkväde 121:2                                                         |
| 670  | Ur djupen ropar jag till dig Ps 130, omkväde Ps 130:1–2                                                    |
| 671  | Min själ väntar efter Herren Ps 134, omkväde Ps 130:5a                                                     |
| 672  | Herre, sänd ut din Ande Jes 12, omkväde efter Ps 104:30                                                    |
| 673  | Se Guds Lamm, som borttager världens synd Jes 53, omkväde Joh 1:29                                         |
| 674  | Ett barn är oss fött, en son är oss given Luk 2, omkväde efter Jes 9:6                                     |
| 675A | Jag vill lovsjunga Herren Magnificat eller Marias lovsång, Luk 1:46–55, antifon Ps 103:1                   |
| 675B | Jag vill lovsjunga Herren Magnificat eller Marias lovsång, Luk 1:46-55, omkväde Luk 1:46–47                |
| 676A | Herrens barmhärtighet är varje morgon ny Benedictus eller Sakarias lovsång, Luk 1:68–79, antifon Klag 3:23 |
| 676B | Lovad vare Herren, Israels Gud Benedictus eller Sakarias lovsång, Luk 1:68–79, omkväde efter Luk 1:68      |
| 677A | Skydda oss, Herre, medan vi sover Nunc dimittis eller Symeons lovsång, Luk 2:29–32                         |
| 677B | Skydda oss, Herre, medan vi sover Nunc dimittis eller Symeons lovsång, efter Luk 2:29–32                   |
| 678  | Kristus är sannerligen uppstånden 2 Tim 1, Hebr 2, omkväde efter Luk 24:34                                 |
| 679  | Halleluja, halleluja, halleluja                                                                            |
| 680  | Sjung lovsång, alla länder                                                                                 |
| 681  | Herre, hör min bön                                                                                         |

### Bibelvisoroch kanon
|     |                                                   |
| 682 | Icke genom någon människas styrka Sak 4:6         |
| 683 | I frid vill jag lägga mig ner Ps 4:9              |
| 684 | Lova Herren, min själ Ps 103:2                    |
| 685 | Helig, helig, helig Herre Sebaot Jes 6:3          |
| 686 | Söken först Guds rike Matt 6:33                   |
| 687 | Jag är med er alla dagar Matt 28:20               |
| 688 | Saliga de som hör Guds ord Luk 11:28              |
| 689 | Jag är livets bröd Vers 1: Joh 6:35               |
| 690 | Intet kan mig skilja från Guds kärlek Rom 8:38–39 |
| 691 | Lever vi, så lever vi för Herren Rom 14:8         |
| 692 | Kom, låt oss prisa vår Herre och Gud Ps 67:4–6    |
| 693 | Dona nobis pacem                                  |
| 694 | Jubilate Deo                                      |

### Liturgiskasånger
|       |                                                               |
| 695:1 | Herre, förbarma dig (Kyrie-litania, Göransson 1969)           |
| 695:2 | Herre, förbarma dig (Kyrie-litania, Sörenson 1969)            |
| 695:3 | Herre, förbarma dig (Kyrie-litania, Göransson 1986)           |
| 695:4 | Herre, förbarma dig (Kyrie-litania, Sjögren 1986)             |
| 696:1 | Herre, förbarma dig över oss (Kyrie)                          |
| 696:2 | Herre, förbarma dig över oss (Kyrie)                          |
| 696:3 | Herre, förbarma dig över oss (Kyrie)                          |
| 696:4 | Herre, förbarma dig över oss (Kyrie)                          |
| 696:5 | Herre, förbarma dig över oss (Kyrie)                          |
| 696:6 | Herre, förbarma dig över oss (Kyrie)                          |
| 697:1 | Lovsången (Gloria och Laudamus, Göransson 1971)               |
| 697:2 | Lovsången (Gloria och Laudamus, Göransson 1985)               |
| 697:3 | Lovsången (Gloria och Laudamus, Göransson 1985)               |
| 697:4 | Lovsången (Gloria och Laudamus, Göransson 1985)               |
| 697:5 | Lovsången (Gloria och Laudamus, Göransson 1985)               |
| 697:6 | Lovsången (Gloria och Laudamus, Göransson 1985)               |
| 697:7 | Lovsången (Gloria och Laudamus, Göransson 1985)               |
| 697:8 | Lovsången (Gloria och Laudamus, Göransson 1985)               |
| 697:9 | Lovsången (Gloria och Laudamus, Göransson 1985)               |
| 698:1 | Helig, Sanctus Jesaja 6:3, Matt 21:9//Mark 11:9–10//Joh 12:13 |
| 698:2 | Helig, Sanctus Jesaja 6:3, Matt 21:9//Mark 11:9–10//Joh 12:13 |
| 698:3 | Helig, Sanctus Jesaja 6:3, Matt 21:9//Mark 11:9–10//Joh 12:13 |
| 698:4 | Helig, Sanctus Jesaja 6:3, Matt 21:9//Mark 11:9–10//Joh 12:13 |
| 698:5 | Helig, Sanctus Jesaja 6:3, Matt 21:9//Mark 11:9–10//Joh 12:13 |
| 699:1 | O Guds Lamm, Agnus Dei efter Joh 1:29                         |
| 699:2 | O Guds Lamm, Agnus Dei efter Joh 1:29                         |
| 699:3 | O Guds Lamm, Agnus Dei efter Joh 1:29                         |
| 699:4 | O Guds Lamm, Agnus Dei efter Joh 1:29                         |
| 699:5 | O Guds Lamm, Agnus Dei efter Joh 1:29                         |
| 699:6 | O Guds Lamm, Agnus Dei efter Joh 1:29                         |
| 700:1 | Evige, allsmäktige Gud (Litanian)                             |
| 700:2 | Evige, allsmäktige Gud (Litanian)                             |
| 700:3 | Evige, allsmäktige Gud (Litanian)                             |